# Adah Isaacs Menken
Adah Bertha Theodore Menken (New Orleans, 15 giugno 1835 – Parigi, 10 agosto 1868) è stata un'attrice teatrale, pittrice e poetessa statunitense, di etnia creola.

## Biografia

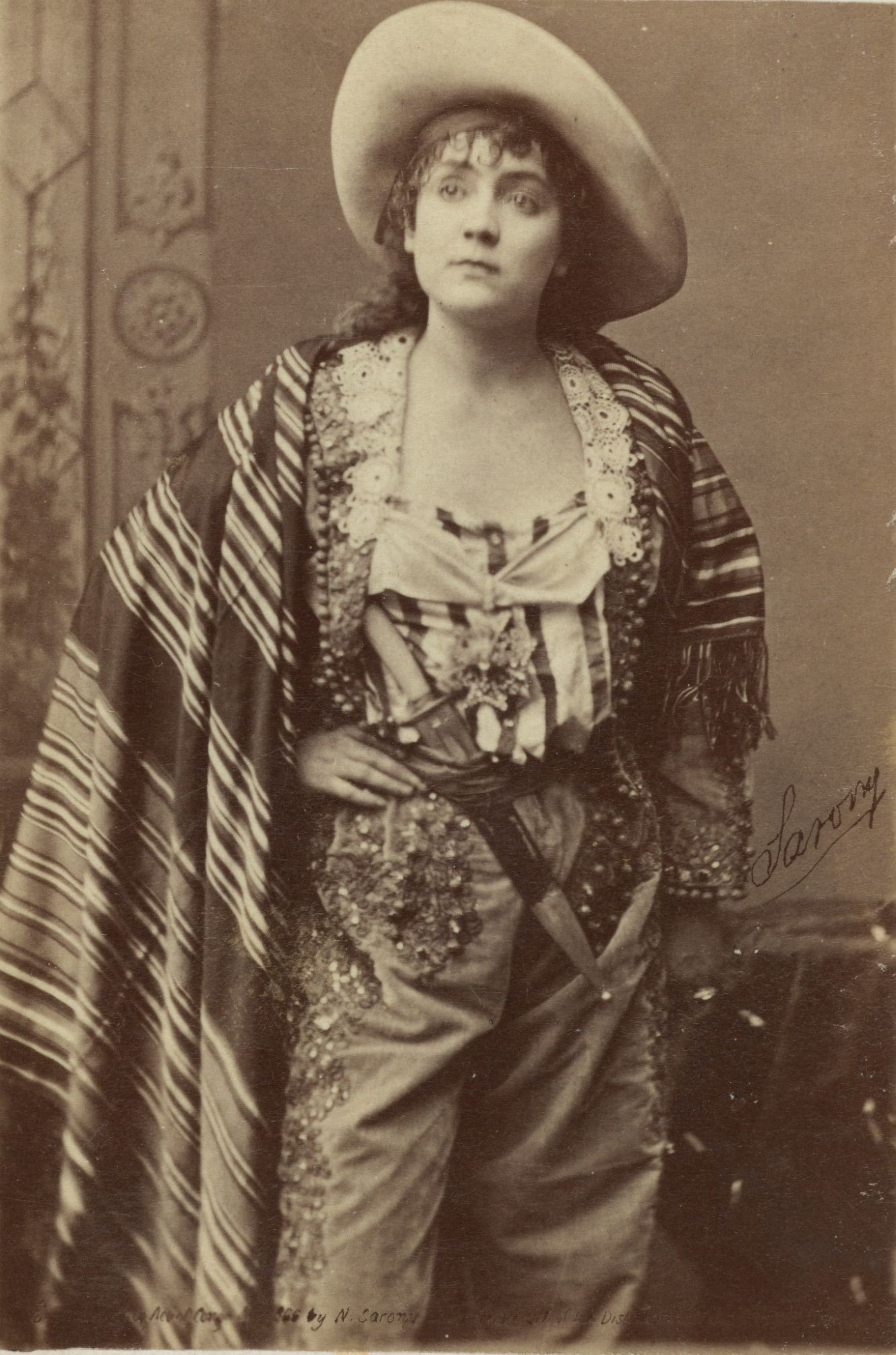
Menken, 1866

Conosciuta come Adah Isaacs Menken, benché autrice di una nota autobiografica, ha diversi passi oscuri nella sua vita, a cominciare dallo stesso nome. In Some Notes of Her Life in Her Own Hand, dichiara di essere nata con il nome di Marie Rachel Adelaide de Vere Spenser, a Milneburg, oggi parte di New Orleans, in Louisiana. Altrove sostiene che il suo nome fosse Dolores Adios Los Fiertes, che alcune note di biografi contemporanei fanno nascere a Chicago, o a Cincinnati. Wolf Mankowitz ed altri hanno studiato i registri cittadini del "Board of Health" di New Orleans, concludendo che era figlia di Auguste Théodore e Magdaleine Jean Louis Janneaux.
Da ragazzina ha lavorato come ballerina, probabilmente anche a San Francisco e a L'Avana. Benché scrivesse poesie e dipingesse, raggiunse la notorietà come attrice, soprattutto quando apparve in The French Spy, nel 1859 al Broadway theatre, dove però ebbe critiche negative.
Si convertì all'ebraismo, cambiando il nome Adios in Adah, e sposò Alexander Isaac Menken, musicista ebreo. Si disse che si sposò per interesse e che questo fosse il solo modo di poter sopravvivere per un'attrice di poca bravura. Il matrimonio comunque non durò e venne lasciata dal marito benché lei rimase di religione ebraica per tutta la vita. Si sposò altre quattro volte in sette anni: il primo fu l'allora famoso pugile John C. Heenan, che sposò dopo la separazione ma prima del divorzio, venendo accusata di bigamia. La stampa continuò a considerarla interessata o solo ai soldi o a far parte del mondo delle celebrità, sebbene esistano testimonianze che lei amasse veramente Heenan; il matrimonio tuttavia durò meno di un anno. Nel gennaio 1860, quando il marito partì per una gara in Inghilterra la coppia si lasciò: lei non rinunciò al cognome del secondo marito.
In quegli anni Adah scrisse diverse poesie per il Sunday Mercury di New York e celebrò Walt Whitman e le sue Foglie d'erba per essere "secoli avanti ai suoi contemporanei".
Recitò la parte di Mister Bones, un personaggio maschile e giullare, e fece l'imitazione di Edwin Booth nelle parti di Amleto e Richelieu. Si fece portare da Charles Blondin su una corda tesa sulle cascate del Niagara. Le sue rappresentazioni teatrali erano sempre provocanti, come quando entrò su un cavallo senza sella indossando solo la calzamaglia nella Mazeppa, opera di Lord Byron, costruendosi una reputazione di figura scandalosa. Più tardi sposò lo scrittore umorista Robert Henry Newell (più conosciuto con lo pseudonimo di Orpheus C. Kerr). Quindi sposò un certo James Barkley. Pare che parlasse fluentemente inglese, francese, spagnolo ed ebraico. Ma i fatti della sua vita sempre troppo leggendaria non sono stati certi fino almeno alla fine degli anni 1930.
Si sa che ha recitato a Vienna, a Parigi (dove ha recitato in Les pirates de la Savane più di cento repliche, e conobbe Alexandre Dumas, con il quale posò per una nota fotografia), e a Londra, apprezzata da Charles Reade, Dante Gabriel Rossetti, Algernon Swinburne e Tom Hood, e fu amica di Charles Dickens (al quale dedicò una raccolta di poesie) e George Sand (che fece la madrina al secondo figlio). 
Più tardi, con la salute malferma, scrisse in una lettera: "Mi sono persa nell'arte e nella vita. Eppure, tutto compreso, mi domando se non ho assaporato alla mia età più vita di quanta ne ha vissuta la maggior parte delle altre donne. È giusto quindi anche per me dovere allontanarmene come fanno tutti i vecchi." Morì a Parigi a 33 anni (probabilmente di tubercolosi) e fu sepolta nel cimitero di Montparnasse. Una settimana dopo la sua morte uscì presso Chatto & Windus la raccolta di sue poesie intitolata Infelicia.
Molte cose riguardanti Adah Isaacs Menken sono state messe in dubbio o rivalutate da più recenti biografie, ma bisogna considerare la sua figura una delle più conosciute e spettegolate del tempo, apertura di quel che sarà il divismo del XX secolo.